# Cryptanthus bromelioides
Cryptanthus bromelioides là một loài thực vật có hoa trong họ Bromeliaceae. Loài này được Otto & A.Dietr. mô tả khoa học đầu tiên năm 1836.

## Hình ảnh

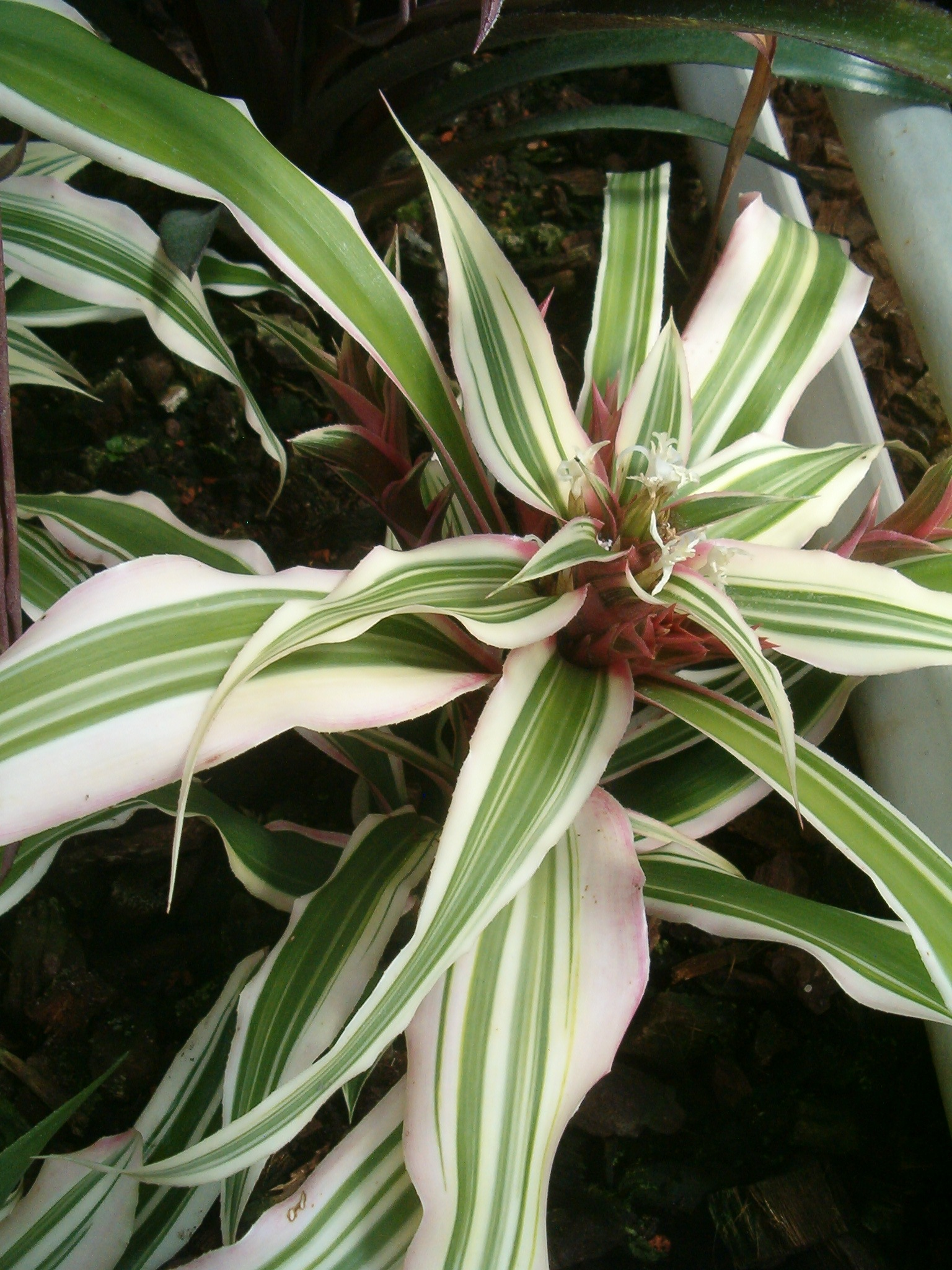
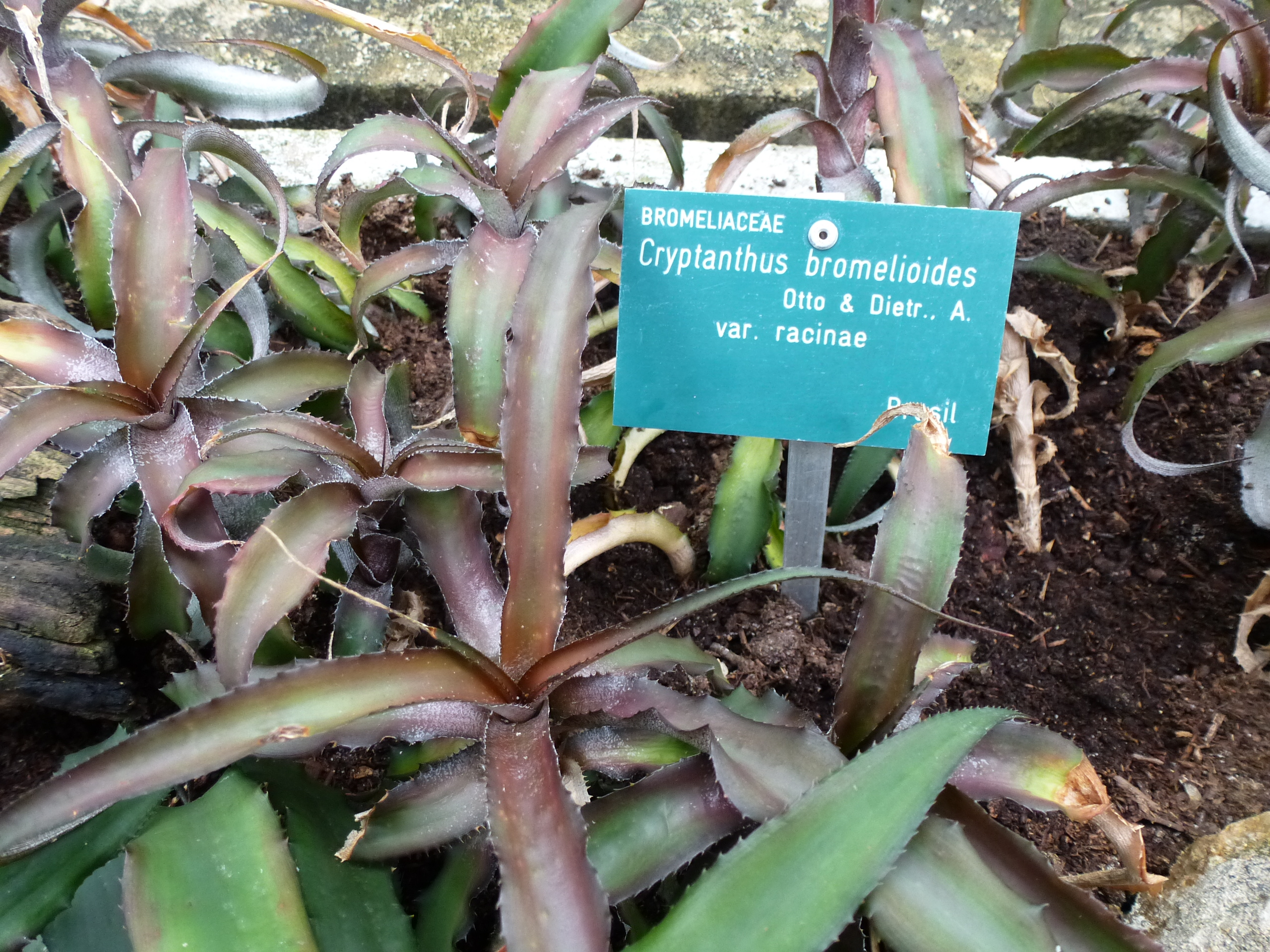
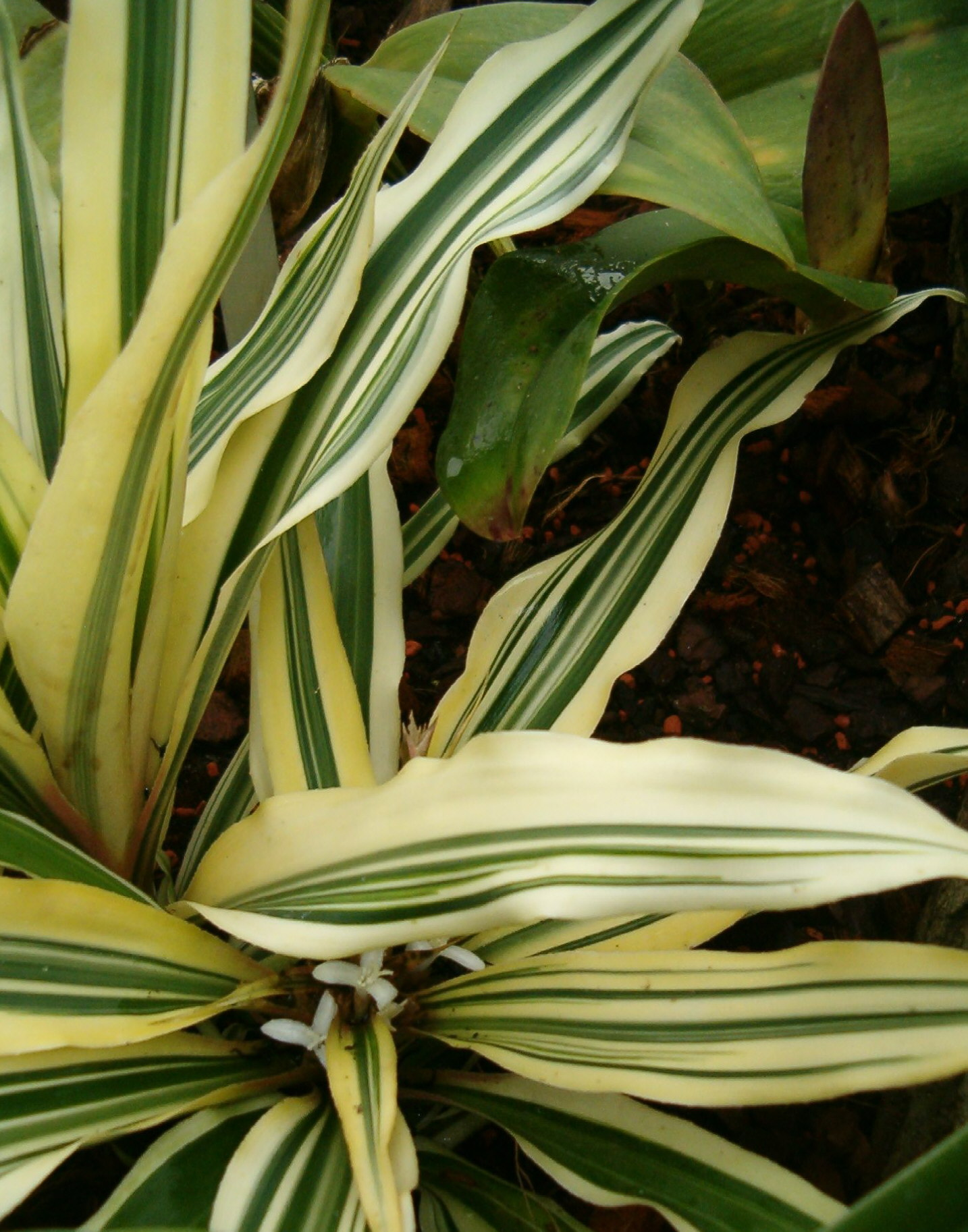
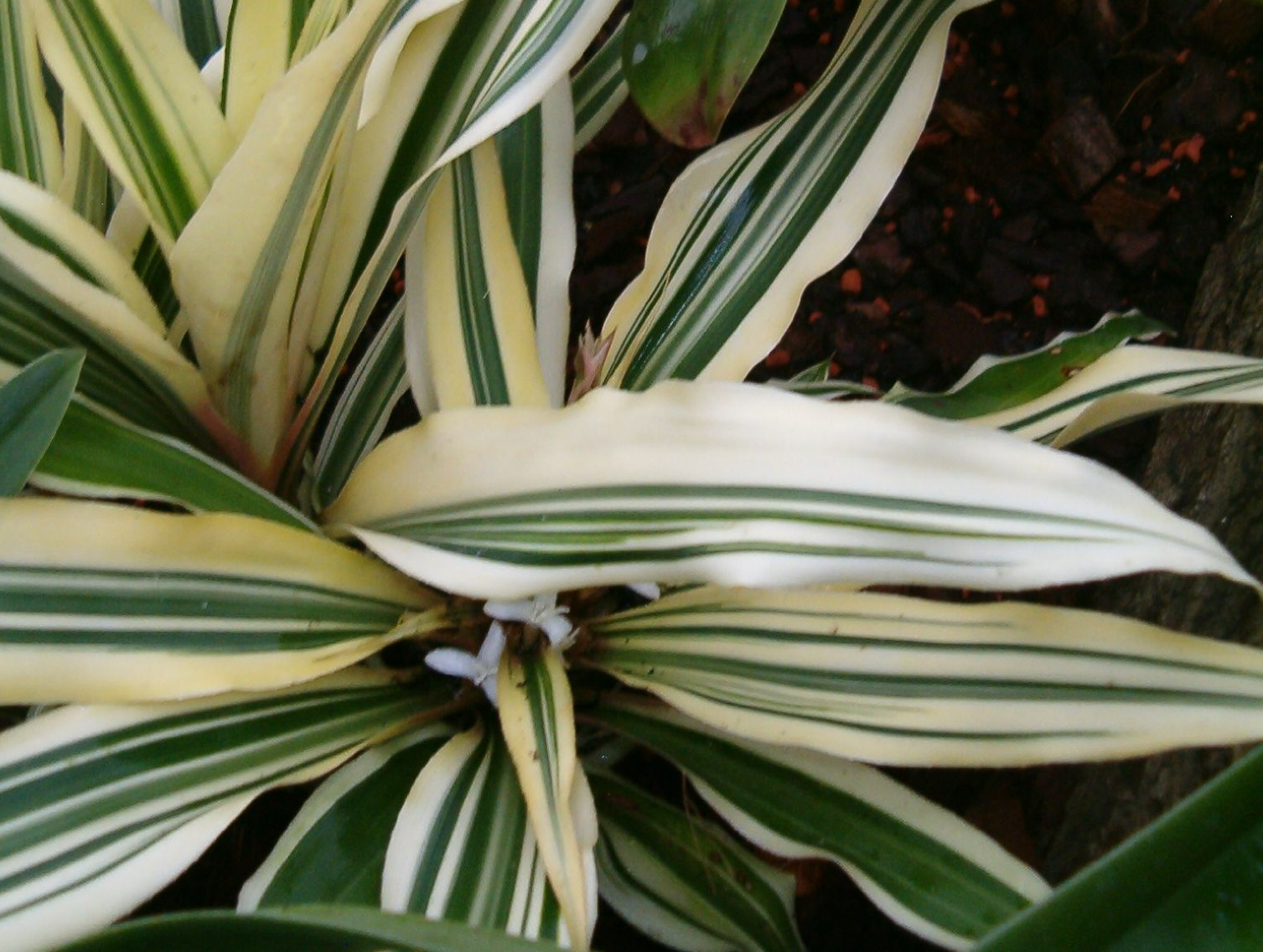